# أوسكار إف. هولكومب
أوسكار إف. هولكومب هو سياسي أمريكي، ولد في 31 ديسمبر 1888 في موبيل في الولايات المتحدة، وتوفي في 18 يونيو 1968 في هيوستن في الولايات المتحدة. نشط حزبياً في الحزب الديمقراطي.